# 井上甚之助
井上 甚之助（いのうえ じんのすけ、1905年（明治38年） - 1973年（昭和48年）3月19日）は、日本の演劇評論家、随筆家。京都府出身。

## 経歴
大丸創業一族の分家に生まれる。慶應義塾大学経済学部卒業後、京都大丸に勤務の傍ら、演劇評論家としても活動し、歌舞伎役者 七代目坂東三津五郎、京舞井上流の舞踊家 松本佐多の聞き書きを著した。自らも南座で素人歌舞伎の舞台に立つ粋人で、京都での暮らしを綴ったエッセイも残している。
文化部門の担当であった関係で画壇とも交流が深く、著作の装丁や挿絵は小野竹喬、堂本印象、川合玉堂、川端龍子、福田平八郎、上村松篁といった錚々たる大家が手掛けている。

## 著作
- 『呑気な話』（石田大成社）1940年
- 『歌舞伎三昧』（和敬書店）1946年
- 『呑気手帳』（和敬書店）1947年
- 『三津五郎芸談』（和敬書店）1949年
- 『佐多女聞書』（創元社）1953年
- 『芝居天国』（石田大成社）1962年
- 『青塵居隨筆』 （石田大成社）1966年
- 『舞台極楽』（石田大成社）1972年
- 『わたしの京都』（墨水書房）1973年